# Immeuble des Nouvelles Galeries de Fontainebleau
L'immeuble des Nouvelles Galeries, ultérieurement dit immeuble Prisunic, est un bâtiment de commerce et d'habitation dans le centre-ville de Fontainebleau, au sud du département français de Seine-et-Marne.

## Situation et accès
Le bâtiment se situe à l'angle de la rue Grande et de la rue Paul-Séramy (anciennement la rue du Parc), dans le centre-ville de Fontainebleau. L'accès au magasin se fait en plusieurs endroits au rez-de-chaussée, l'accès aux appartements habités par la rue Grande étant distinct.

## Histoire

### Structures précédentes
À cet emplacement est installé un magasin à l'enseigne Bazar de l'Hôtel-de-Ville ainsi que le « café du Commerce », séparés par un couloir. Le premier étage est ainsi occupé par des magasins, contenant notamment des objets de valeurs, les époux directeurs logeant au second étage.

### Nouveau bâtiment
Le bâtiment est élevé par la chaîne de magasins Nouvelles Galeries dans les années 1910, soit à la Belle Époque, sur le principe des grands magasins parisiens. Les Nouvelles Galeries rachètent à cet emplacement le café du Commerce qui ferme le soir du 8 octobre 1911, ainsi que les magasins de bonneterie Gaudon et de pianos Legrand,,. Le nouvel acquéreur projette alors d'utiliser le rez-de-chaussée de cet établissement pour l'agrandissement du Bazar en installant un hôtel aux étages, mais ce projet est rapidement abandonné au profit d'un complexe d'appartements. En outre, on souhaite doter le bâtiment d'un ascenseur, le premier installé à Fontainebleau dans une maison particulière. La démolition des immeubles est entamée quelques mois plus tard, en mars 1912, avec ceux des anciens magasins Gaudon et Legrand à l'angle de la rue du Parc (rue Paul-Séramy),.

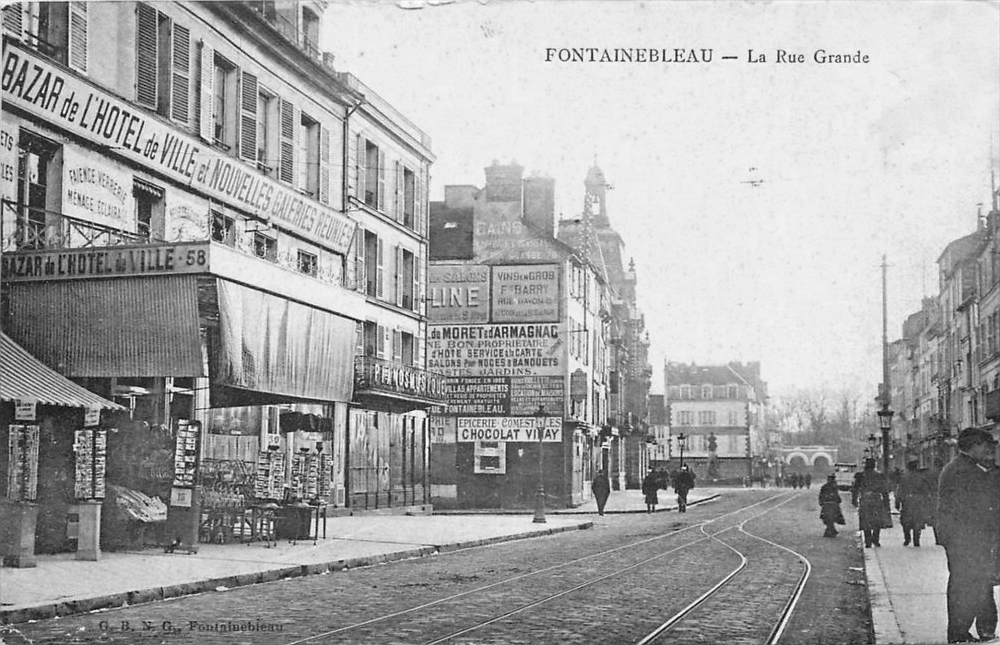
La rue Grande d'où l'on aperçoit le « Bazar de l'hôtel de ville et Nouvelles Galeries ». Sur le balcon de la maison à l'angle, on aperçoit également l'enseigne « Pianos Musique » du magasin Legrand.
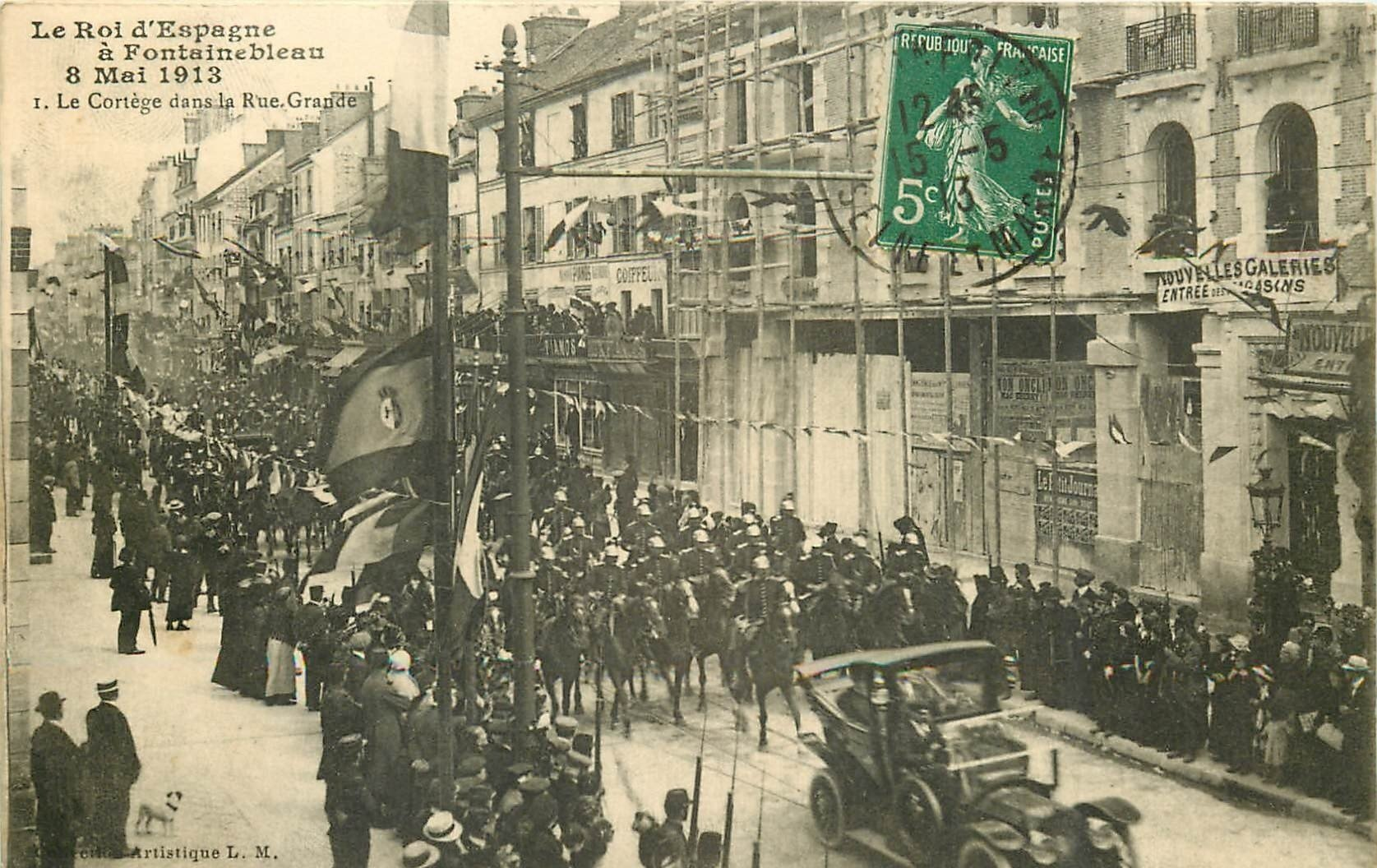
Le bâtiment en construction sur la droite, alors que le cortège du roi d'Espagne, Alphonse XIII, passe par la rue Grande, le 8 mai 1913.
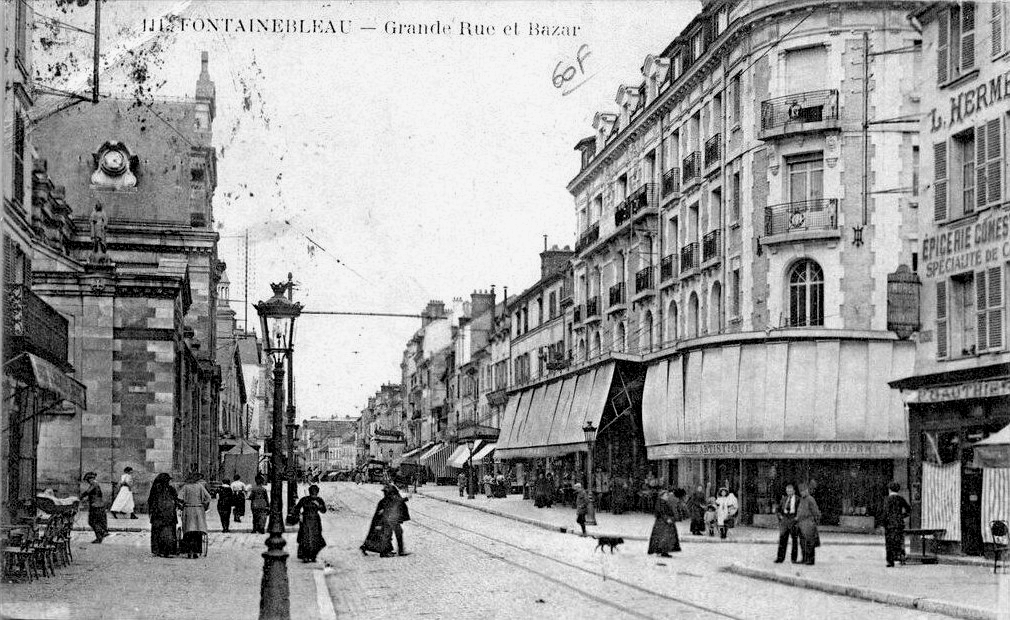
Rue Grande avec magasins de l'immeuble avant l'arrivée de Prisunic.
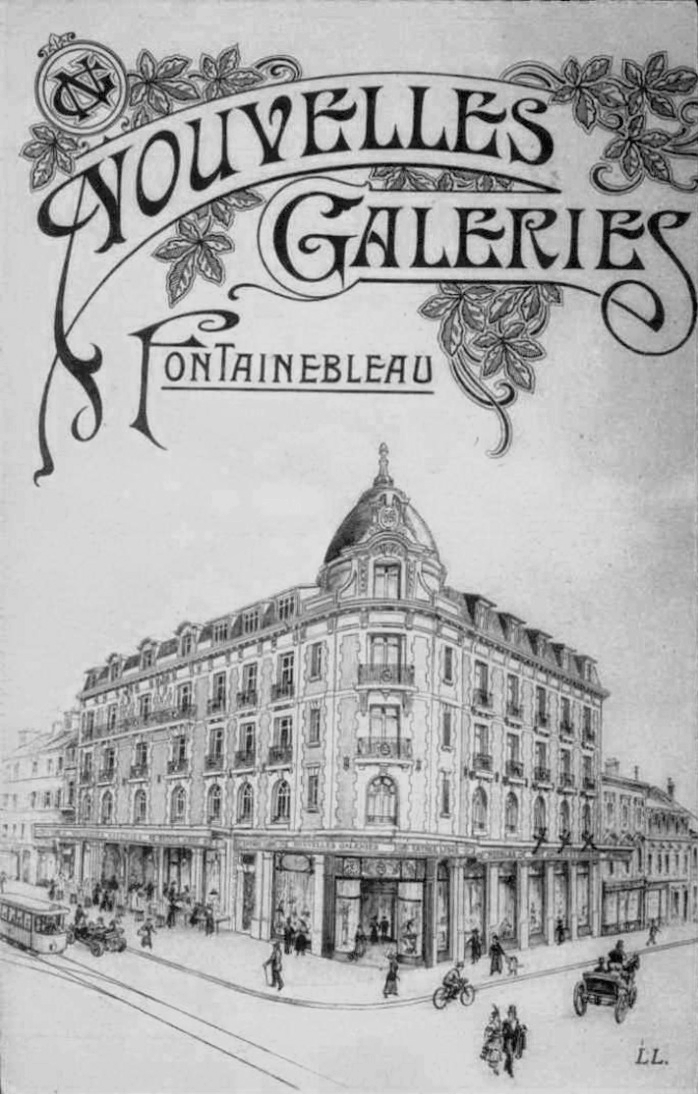
Affiche pour l'enseigne des Nouvelles Galeries.
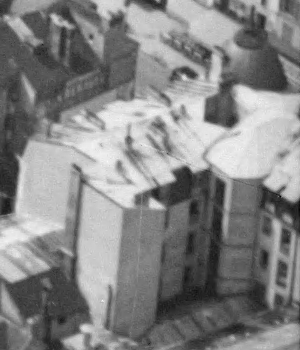
Vue aérienne de l'arrière de l'édifice, en avril 1935.

### Nouvel occupant
Le magasin Prisunic s'installe au rez-de-chaussée le 11 juillet 1934. Cette installation suscite toutefois quelques interrogations : bien que les consommateurs soient satisfaits d'une telle installation, des commerçants s'insurgent contre la concurrence qui leur est faite. Le rachat de la chaîne Prisunic par Monoprix au début des années 2000 provoque le changement de l'enseigne.

## Structure

### Typologie
Le bâtiment adopte des caractéristiques typiques de l'Art nouveau, notamment au niveau du coupole et des auvents. Il se répartit sur 5 niveaux.

### Extérieur

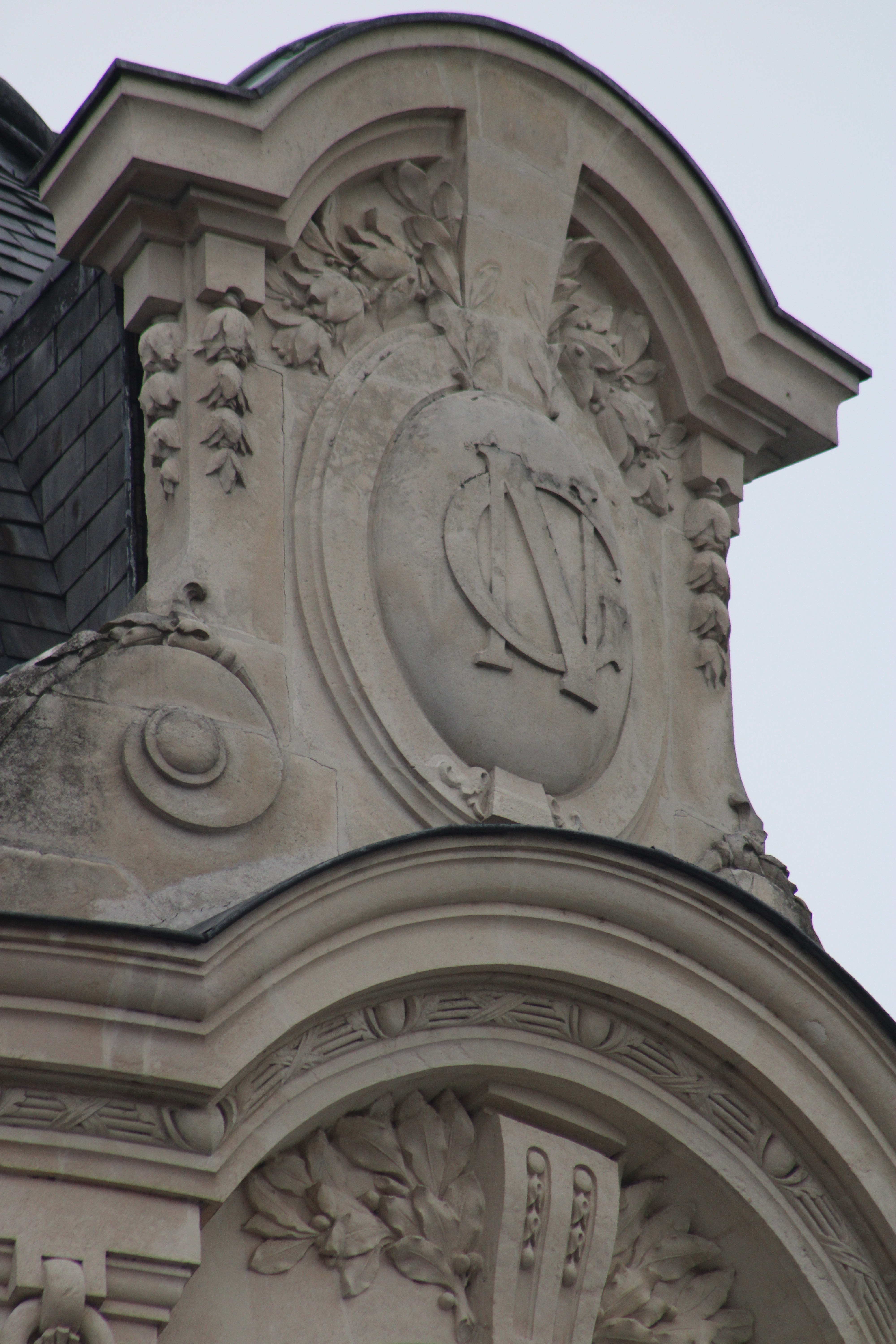
Monogramme des lettres N et G au niveau de la coupole pour la promotion des Nouvelles Galeries.

Les façades de briques rosâtres comportement des ouvertures aux avents blancs.
On compte 7 colonnes de 4 fenêtres sur la façade de la rue Grande et 5 colonnes de 4 fenêtres sur la façade de la rue Paul-Séramy. L'angle comporte, quant à lui, 2 colonnes de 3 petites ouvertures et une colonne de 4 fenêtres. Cela donne par conséquent un total de 58 ouvertures.
L'ensemble des sculptures ornementales est essentiellement constitué de formes végétales.

### Intérieur
Le rez-de-chaussée ainsi qu'une grande partie du premier étage sont occupés par le magasin.